# Compressor

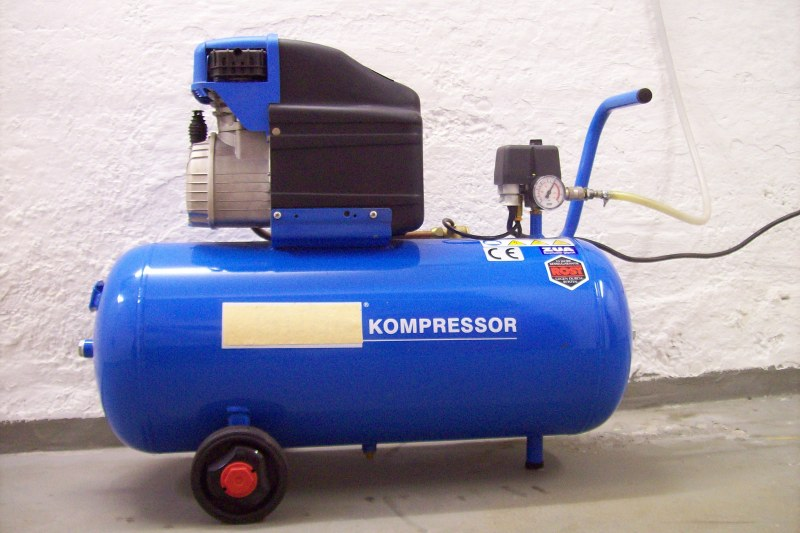
Compressor d'aire

Un compressor és una màquina que augmenta la pressió d'un fluid i la seva temperatura, mentre que redueix el seu volum.
La seua funció també pot ser la de desplaçar cert tipus de fluids anomenats compressibles, tal com són els gasos i els vapors en diverses aplicacions, per exemple en aplicacions pneumàtiques. Aquesta compressió es realitza a través d'un intercanvi d'energia en forma de treball entre la màquina i el gas en el qual el treball exercit pel compressor és transferit a la substància que passa per ell convertint-se en energia de pressió.
El mateix que les bombes, els compressors també desplacen un fluid i li incrementen la pressió, però a diferència de les primeres que són màquines hidràuliques, aquests són màquines tèrmiques, ja que el seu fluid de treball és compressible, pateix un canvi apreciable de densitat i, generalment, també de temperatura; a diferència dels ventiladors, els quals impulsen líquids compressibles, però no augmenten la seva pressió, densitat o temperatura de manera considerable.

## Tipus de compressors
Els tipus principals de compressors s'il·lustren i es comenten a la següent figura:

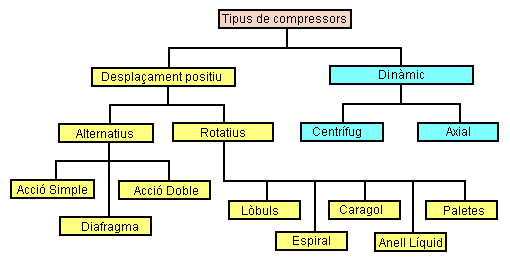
Tipus de compressors

### Compressors centrífugs o radials
Vegeu l'article principal Compressor centrífug

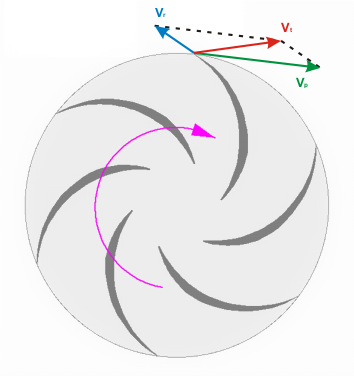
Figura 1: Rotor centrífug amb el seu triangle de velocitats a la sortida

Els compressors centrífugs o radials fan servir un disc o roda rotativa dins d'una carcassa, de manera que, en girar, força el pas de l'aire en direcció radial, és a dir: l'aire que es troba al centre de la roda impulsora és forçat pels àleps cap a l'exterior, de manera que s'incrementa la seva energia cinètica. Al voltant d'aquest disc amb àleps es troba un difusor (conductes divergents) que converteix l'energia cinètica guanyada al rotor en energia de pressió. Es fan servir principalment en aplicacions industrials contínues i estacionàries, com refineries, plantes químiques i petroquímiques i processament de gas natural. Les seves aplicacions solen anar des de potències de 75 kW fins a megawatts. Si es configuren múltiples etapes, poden aconseguir elevades pressions, per damunt dels 70 MPa.
Es fa servir també com a "turbos" en els motors de combustió interna, de manera que sobrealimenten l'admissió del motor amb pressió per damunt de la d'ambient. Els compressors centrífugs es fan servir també com a part de turbines de gas petites (com les dels helicòpters) o a la part d'alta pressió de turbines de gas mitjanes. Altres aplicacions poden trobar-se a la producció artificial de neu per a grans quantitats.

### Compressors de flux mixt
Els motors de flux mixt són similars als centrífugs. En aquest cas es manté part de la component axial de la velocitat del gas a l'eixida del rotor. El difusor se sol fer servir per eliminar la component radial i retornar al gas a la direcció axial. D'aquesta manera, al compressor de flux mixt li cal menys diàmetre que al compressor centrífug, ja que el difusor farà servir part de l'espai al darrere del rotor.

### Compressors de flux axial
Vegeu l'article principal Compressor axial

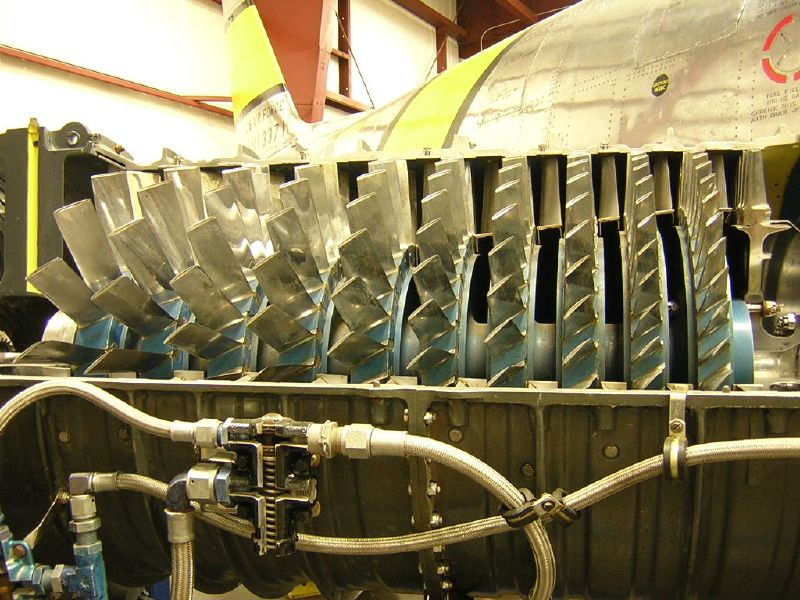
Figura 2: Rotor d'un compressor d'una turbina de gas Westinghouse J34

Els compressors de flux axial són compressors rotatius dinàmics que fan servir cascades de perfils aerodinàmics per a, progressivament, comprimir el fluid operant. Es fan servir quan cal molt flux de gas o quan calen dissenys compactes i modulars.
Les cascades de perfils aerodinàmics se situen en etapes, normalment per parells: cada etapa disposa d'una cascada d'àleps rotatius i es complementa amb una cascada d'àleps estàtics. Els perfils aerodinàmics, també anomenats àleps o rotor en conjunt, acceleren el fluid. La part estàtica, també anomenada estator converteixen l'energia cinètica adquirida en energia de pressió i canvien la direcció del fluid, preparant i redirigint d'aquesta manera el flux per a la següent etapa. Els compressors axials són quasi sempre multietapa, amb una secció transversal per la qual passa el gas en forma d'anell, amb àrea decreixent conforme es va comprimint, de manera que es manté el nombre de Mach axial òptim. Més enllà de 5 etapes o de relacions de compressió (diferent que en alternatius, aquesta relació és de pressions i no de volums) per damunt de 4:1 es fa servir geometria variable, ja siga variant angles dels àleps d'estator o bé situant vàlvules intermèdies per adaptar-se a les actuacions requerides per canvis a l'ambient o a la potència requerida.
Els compressors axials poden tenir eficiències molt altes; al voltant del 90% politròpic al seu punt de disseny. Això no obstant, són molt cars, requereixen un gran nombre de components, toleràncies molt acurades i materials d'alta qualitat. Els compressors de flux axial es poden trobar a turbines de gas mitjanes i grans, a les estacions de bombament de gas natural i en algunes plantes químiques.

### Compressors alternatius o de pistó
Els Compressors alternatius fan servir pistons moguts per un cigonyal. Poden ser estacionaris o portàtils, d'una o diverses etapes i poden venir impulsats per un motor elèctric o un motor de combustió interna.
 A les aplicacions automotives es poden tenir petits compressors alternatius de 5 a 30 cavalls. També es fan servir a aplicacions amb majors requeriments de potència a les aplicacions de processament del petroli. Les pressions de descàrrega poden estar per damunt dels 35 MPa. En algunes aplicacions, com per exemple compressió d'aire, es fan servir compressors de diverses etapes, potser els compressors més eficients, però més grans, sorollosos i costosos que els aparells rotatius

### Compressors de caragol

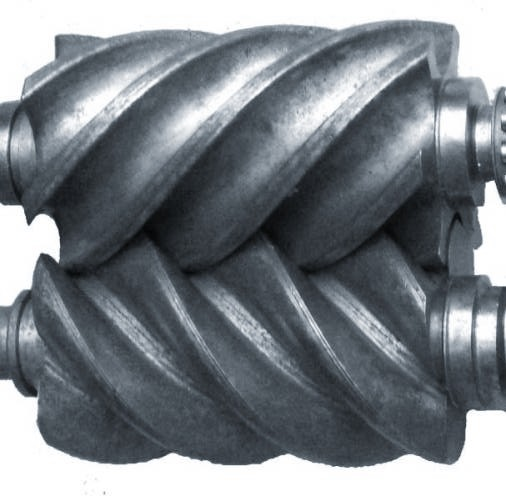
Figura 3: Compressor de caragols Lysholm, amb seccions de tres lòbuls.

Els compressors de caragol fan servir dos caragols helicoïdals rotatius entramats com a compressor de desplaçament positiu, per a forçar el gas a comprimir-se reduint-ne el volum.
Es tracta d'un rotor mascle i una altra femella, de manera que són fàcilment acoblables degut a la seua secció en forma lobular. Ambdós elements rotatius forcen l'aire atrapat a reduir-se en volum, de manera que a la sortida s'ha augmentat la pressió.
Aquestos compressors es fan servir en aplicacions d'operació continua industrials i comercials i poden ser estacionaris o portàtils. Poden abastar potències des de 2.2 kW fins a quasi 380 kW i s'arriba a unes pressions per damunt de 8 MPa.
Aquestos compressors poden tenir elevades eficiències adiabàtiques, fins a l'ordre del 80% segons

### Compressors de paletes

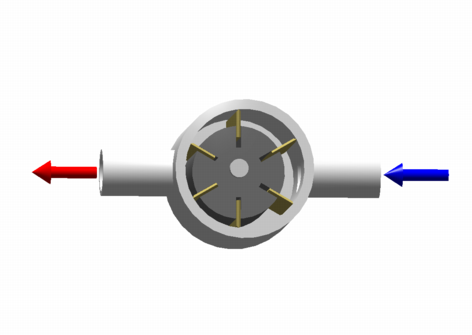
Figura 4: Compressor de paletes.

Els compressors de paletes consisteixen en un rotor amb un nombre determinat d'àleps muntats als allotjaments radials del rotor. El rotor està muntat excèntricament a una carcassa major que ell, que pot ser circular o més complexa. Quan el rotor gira, les paletes llisquen enfora i endins dels allotjaments, sempre en contacte am la paret de la carcassa gràcies a uns molls als allotjaments del rotor. D'aquesta manera, es va reduint el volum del gas admès a cada cicle gràcies a l'excentricitat de la màquina. Aquestos compressors són, juntament amb els de pistó, els més vells de les tecnologies de compressió.
Si les canonades són fàcilment adaptables, es pot fer servir com a compressor o com a bomba de buit. Poden ser estacionàries o portàtils, poden ser simple o multietapa, poden ser mogudes per motors elèctrics o per motors de combustió interna. Per a baixes pressions es fan servir màquines d'àleps 'en sec' (per exemple, 2 bar) per a grans moviments es fan servir màquines amb injecció d'oli, que tenen eficiència volumètrica suficient per arribar fins a 13 bar amb una etapa. Un Compressor de paletes s'adequa molt bé al motors elèctrics i és molt més suau en funcionament que l'equivalent compressor de pistons.

### Compressors d'espiral

Figura 5: Mecanisme de la bomba d'espirals

Un compressor d'espiral, també conegut com a bomba d'espiral i bomba de buit d'espiral, fa servir dos àleps amb forma d'espiral interposats per a bombar o comprimir fluids i gasos. La geometria de l'àlep pot ser involuta, espiral d'Arquímedes o curves híbrides. Operen suau i silenciosament i són més fiables que els altres tipus de compressors per a volums petits.
De vegades, una de les espirals és fixa, mentre que l'altra orbita excèntricament sense rotar, de manera que s'atrapen i es comprimeixen bosses de gas entre les espirals.

### Compressors de diafragma
Un compressor de diafragma (també conegut com a compressor de membrana) és una variant d'un compressor alternatiu convencional. La compressió del gas es produeix pel moviment d'una membrana flexible, en comptes de fer servir el moviment lineal d'un èmbol. El moviment endins i enfora de la membrana és produït per una biela i un cigonyal. Només hi ha contacte entre la membrana i les parets del compressor quan el gas s'està comprimint.
Els compressors de diafragma es fan servir per a instal·lacions d'hidrogen i gas natural comprimit, així com a altres aplicacions.

La fotografia inclosa en aquesta secció mostra un compressor de diafragma de tres etapes que es fa servir per comprimir hidrogen a 41 MPa per a fer-lo servir com a prototip per a una instal·lació d'hidrogen comprimit i gas natural comprimit.

## Transformació termodinàmica
A l'enginyeria termodinàmica es modelitza el tipus de transformació que pot patir un fluid. En el cas d'una compressió, que és la paraula feta servir en aquest àmbit per a denotar augments de pressió (l'equació d'estat en forma intensiva lliga pressió, temperatura i volum específic), fos útil augmentar-la amb una transformació a temperatura constant o bé amb una transformació adiabàtica.
Això no obstant, ja que es tracta d'una màquina tèrmica amb un flux màssic molt alt, a un model, és més útil considerar com a primera aproximació el model adiabàtic, ja que la calor transmesa a l'exterior per cada unitat de massa de gas comprimit és molt petit, això vol dir, que a cada cicle es transmet una quantitat de calor insignificant en comparació al treball aplicat al fluid. També podem fer servir un tercer model per a adaptar-se a les dades del món real. Tots tres models que es descriuen a continuació fan la suposició de reversibilitat, és a dir, no es perd treball en forma del fregament:
- Transformació isoterma reversible – Aquest model assumeix que el gas comprimit es troba en tot moment a una temperatura constant a través de la compressió o expansió. En aquest cicle, l'energia interna s'extreu del sistema en forma de calor al mateix ritme que s'afegeix treball mecànic per a comprimir el gas. Aquest model serveix per il·lustrar que el treball necessari per a aconseguir la mateixa diferència de pressions (sense tenir en compte les altres variables) és menor en aquesta transformació reversible.[11] És per això que per aconseguir majors rendiments i menys sol·licitacions tèrmiques es poden intercalar intercanviadors de calor entre etapes per tal que en global la transformació s'assemble a la isoterma.

- Transformació adiabàtica reversible – Aquest model ideal assumeix que l'energia dissipada per calor durant el cicle és nul·la, a més se suposa que tota l'energia de treball es transmet al fluid operant i que no es tenen pèrdues d'aquest treball en forma de calor. Aquest model s'aproxima bé a la compressió d'una etapa de compressor. L'augment de temperatura en kèlvins és doncs:T₂ = T1•Rc(k-1)/k; on T1 i T₂ són les temperatures en kèlvins dels estats inicial i final respectivament; k és el coeficient de calors específics cp/cv (aproximadament 1.4 per l'aire); Rc és la relació de compressió, pressió absoluta final dividida entre pressió absoluta inicial.

- Transformació politròpica reversible - Aquest model adaptat al cas real suposa la pèrdua d'energia en forma de calor a través del sistema. En ser reversible, se suposa, com als anteriors, que no es perd treball pel fregament. Això es modela amb pυn= constant, q<0 i k>n>1; p és la pressió a l'estat estudiat, υ és el volum específic, n és una variable segons la politròpica, q és la transmissió de calor (q<0 vol dir cap a l'exterior) i k és el coeficient que s'ha vist abans.

Es defineix eficiència de la compressió adiabàtica és la relació entre el treball necessari per a la compressió al model adiabàtic reversible i el treball necessari al model real.
{\displaystyle \eta _{C}\equiv {\frac {h_{2}i-h_{1}}{h_{2}-h_{1}}}}
S'ha suposat que no hi ha canvi a l'energia cinètica del fluid, aleshores el numerador representa el treball ideal d'entrada, corresponent al model adiabàtic reversible. El denominador representa el treball del model adiabàtic real. Aquestos són treballs específics (o per unitat de massa) i venen donats per les diferències d'entalpies entre els estats finals i inicials.

## Compressió per etapes
En el cas dels compressors centrífugs, els dissenys comercials normalment no superen una relació de compressió de 3.5:1 en cap etapa. Com que la compressió genera calor, el gas comprimit normalment es refrigera entre etapes fent la compressió menys adiabàtica i més isoterma. Es podrien posar intercanviadors de calor entre etapes i gestionar la condensació del gas que es puga derivar d'aquest fet.
En el cas de petits compressors alternatius, el volant del compressor pot transmetre potència a un ventilador que force la circulació d'aire fred a un intercanviador de calor a un compressor de més d'una etapa.
Com els compressors de caragol poden fer servir oli lubricant que a més refrigera la màquina, poden superar en alguns dissenys la relació de compressió fins a 9:1. Per exemple, en un compressor típic que comprimeix en tres etapes. Si cada etapa té una relació de compressió 7:1, el compressor que es forma posant-los en sèrie pot arribar a 343 vegades la pressió inicial (7x7x7=343).

## Dispositius motrius
Les configuracions per a donar potència a compressors són diverses:
- Turbines de gas, muntant compressor i turbina al mateix eix. Es fa servir a generació d'energia i turbines de gas per a motors aeronàutics, terrestres i marins, o bé a la sobrealimentació de motors alternatius amb grup compressor-turbina.
- Turbines de vapor, igual que a les turbines de gas, sobre el mateix eix. Es fa servir a generació d'energia.
- Motors elèctrics, que poden fer-se servir a aplicacions industrials i domèstiques.
- Motors alternatius, que són adequats per a disposar d'instal·lacions de compressió mòbils. També, es fan servir a la sobrealimentació de motors alternatius si el compressor muntat és volumètric.

## Aplicacions
Els compressors de gas es fan servir a moltes aplicacions on cal obtenir un augment de pressió o una disminució de volum:
- Al transport per canonades de gas natural purificat, per moure el gas del lloc de producció fins al consumidor.
- A les refineries de petroli, gas natural o plantes de procés, plantes químiques o petroquímiques i altres instal·lacions industrials d'aquesta mida per comprimir el gas processat.
- A la refrigeració i condicionament de temperatura, per a constituir un cicle tèrmic de refrigeració o escalfament.
- A les turbines de gas, per comprimir l'aire d'admissió obtenint així major rendiment global.
- A l'emmagatzematge a bombones del gas processat. Diferents usos.
- Com a mitjà per transferir energia, principalment a equipament pneumàtic.